# 이위종
이위종(李瑋鍾, 1884년 1월 9일 ~ ?)은 대한제국의 외교관이며 독립운동가이다. 러시아 제국 주재 대한제국 공사관 예하 3등 참서관 등을 지냈으며 네덜란드 헤이그에서 열린 만국평화회의에 이준, 이상설과 함께 특사로 파견되었다.

## 생애
이위종의 본관은 전주(全州)이며 조선왕조 제4대 임금인 세종대왕의 다섯째 아들인 광평대군의 후손(광평대군파)이며 러시아 제국 주재 대한제국 공사였던 이범진의 아들이고 무위대장을 지낸 조선 말기의 군인인 이경하의 손자이다. 
그의 부친 이범진은 반일적인 성향을 가지고 있었으며 러시아 사정에 정통했다. 을미사변 직후 고종을 러시아 공사관으로 피신시킨 이른바 아관파천에 관여했으며 이후 법부대신 겸 경무사로 명상황후 시해사건에 대한 수사와 재판을 하였다. 일본의 견제로 그의 신변이 위험해지자 고종은 이범진을 미국공사로 발령했다. 약 3년 이후 프랑스로 발령되었다가 1900년경 러시아 공사로 발령을 받았다. 아버지 이범진을 따라 미국에서 소년 시절을 보내고 프랑스와 러시아에서 학창시절을 보낸 이위종은 당시 영어, 러시아어, 프랑스어를 자유롭게 구사할 수 있는 거의 유일한 한국인이었고 1902년 7월 18일 대한제국의 외교관으로 등용되었다.

### 네덜란드 헤이그
이위종은 1907년 고종의 밀령을 받고 이준·이상설과 함께 네덜란드 헤이그에서 열린 만국평화회의에서 맹렬하게 활약했다. 이위종은 주 프랑스공사관 서기생을 시작으로 주 독일공사관 참서관(부임하지 못했음), 주 러시아공사관 3등 참서관을 역임했으며 그는 영어.프랑스어.러시아어 등 외국어에 능통했다. 이위종은 프랑스에서 공사관 서기생으로 주재할 때 유럽의 명문 사관학교인 프랑스 생 시르 육군사관학교에서 2년간 수학한 뒤 정규 졸업했다. 그러나 일본 대표의 방해로 회의 참석을 거부당하였으나, 기자협회의 도움으로 한국의 억울한 입장과 일본의 야만적인 침략 행위를 규탄하는 연설을 막힘없는 프랑스어로써 하였다. 이때 일본은 이들 3의사에 대한 궐석 재판을 열고 이상설에게는 사형을, 이위종과 (이미 질병으로 죽은) 이준에게는 종신형을 선고하여 체포령을 내렸다. 이에 따라 더 이상 고국으로 돌아올 수 없게 된 이위종은 이준을 헤이그 공동묘지에 가매장한 후, 이상설과 함께 시어도어 루스벨트 미국 대통령에게 한국의 독립을 호소하기 위해 도미했다. 그 후 블라디보스토크로 이동해 최재형, 이범윤, 안중근 등과 함께 동의회를 조직하여 국내진공과 같은 항일투쟁을 하였다. 그 후 다시 상트페테르부르크에 가서 계속 항일 투쟁을 하였다.

### 러시아
경술국치 후 1911년 1월 13일, 아버지 이범진이 망국의 슬픔으로 자살하자 그 해에 이위종은 러시아 제국 소속 블라디미르 육군사관학교에 입교, 러시아 제국 장교의 길을 선택했다. 러시아 제국으로 귀화한 후에는 블라디미르 세르게예비치 리(러시아어: Владимир Сергеевич Ли)라는 이름을 사용했다. 제1차 세계 대전에 러시아 장교로 참전하였으며, 1916년에 동부유럽전선에 발령받았다. 1917년에 아내인 엘리자베타에게 전사통지서가 배달되었으나 나중에 잘못된 통지서로 밝혀졌다. 2000년대에 발견되어 러시아 정부에 의해 공개된 이위종의 자서전에 의하면 그가 적어도 1924년까지는 생존해 있었다는 사실이 확인된다. 그가 제1차 세계 대전에서 전사했다고 통지된 이유는 1917년에 동부 유럽 전선에 배치된 후, 그의 행적이 묘연해졌기 때문이었다. 1917년에 브레스트리토프스크 조약이 체결되어 러시아 제국이 서부 영토의 대부분에 해당되는 폴란드, 리투아니아, 라트비아 등의 영토를 모두 상실하였고 이위종은 모스크바로 갔다. 이후 러시아 혁명 직후에 러시아 내전이 발발하자 이위종은 블라디미르 레닌이 이끄는 볼셰비키 당에 가입하였고 이른바 붉은 군대라고 불리던 볼셰비키 군에 가담해 싸웠다.이때 가족들과의 연락을 모두 끊었다. 적백내전이 종결된 후인 1924년에는 크라스노야르스크 및 치타 등지에서 소련 공산당의 간부로 활동하였다. 당시 이위종은 1917년부터 1924년까지의 자신의 행적이 담긴 자서전을 일종의 보고서로서 소련 공산당에 제출하였다. 이후의 행적은 알 수 없다.

## 수상 내역
1962년에 대한민국 건국공로훈장 대통령장이 수여되었다.

## 가족 관계
이위종의 아버지는 대한제국의 외교관 이범진이다. 이위종은 1906년에 러시아 귀족의 딸 엘리자베타와 결혼했다. 이위종의 후손들은 러시아 모스크바에 살고 있으며 이위종의 둘째 딸 니나의 슬하에 아들 바실리비치(작고)와 딸 류드밀라 예피모바(작고)가 있다. 류드밀라 예피모바에겐 타치아나와 율리아 피스쿨로바 두 딸이 있으며 이들은 각기 아들을 두고 있어 이위종의 후손은 모두 다섯명이 현재(2025 2.) 생존해 있다.
- 고조부 : 이복연(李復淵)
  - 증조부 : 이인달(李寅達)
    - 종조부 : 이원하(李元夏)
    - 종조부 : 이정하(李貞夏)
    - 할아버지: 이경하(李景夏, 1811년 ~ 1891년)
      - 아버지: 이범진(李範晋, 철종 계축년 1853년 음력 9월 3일 ~ 1911년 양력 1월 26일)
        - 형님 : 이기종(李璣鍾)
          - 부인 : 엘리자베타 발레리아노브나 놀켄(Елизавета Нолькен)
            - 슬하 : 베라 (Вера, 1906년 ~ ), 니나 (Нина, 1909년 ~ ), 에브게니야 (Евгения, 1912년 ~ ) 
              - 손녀 : 류드밀라 예피모바 (1936년 ~ 2025년 2월 25일)
                - 증손녀 : 율리아 피스쿨로바 (1969년 ~ )

## 같이 보기
- 독립유공자로 대통령장을 수여받은 사람

## 참조
- 이위종 : 독립유공자 공훈록 - 국가보훈처
- 2007년 6월 이달의 독립운동가 이위종, 공훈전자사료관